# Eduardo Asquerino García
Eduardo Asquerino García (Barcellona, 26 aprile 1826 – Sanlúcar de Barrameda, 30 settembre 1881) è stato un drammaturgo, giornalista e politico spagnolo.

## Biografia
Eduardo Asquerino García nacque a Barcellona il 26 aprile 1826,figlio di Antonio Asquerino Martínez Llorente, originario di Madrid, luogotenente in pensione, e di María García Ramírez, nativa di Utiel.
Eduardo Asquerino García nacque nel Decennio nefasto spagnolo (1823-1833), durante il quale Ferdinando VII di Spagna ristabilì la monarchia assoluta.
All'età di dieci anni Eduardo Asquerino García si trasferì con la sua famiglia a Madrid, dove effettuò gli studi secondari.
Negli anni quaranta sviluppò la sua creatività e il suo stile poetico e drammaturgico, dai drammi storici alle commedie di costume, e cominciò a collaborare con giornali di sinistra e di tendenza repubblicana.
Successivamente, partecipò alla rivoluzione del 1848, per la quale fu perseguitato e bandito.
Durante la sua carriera politica aderì all'area progressista, sia come deputato sia come senatore.
Dal 1853 iniziò una vita dinamica, fatta di viaggi e cariche importanti. In quell'anno si recò a Cuba, in Messico, in Argentina, in Cile e in Perù, dove continuò a dedicarsi alla poesia.
Durante biennio progressista (1854-1856), Asquerino García svolse un ruolo importante con la nomina di incaricato d'affari e di console generale in Cile, oltre che con la fondazione della prestigiosa rivista La América: Crónica Hispanoamericana (1857-1886), che annoverò numerosi collaboratori prestigiosi.Diresse inoltre la rivista El Universal (1867).
Nel 1868, Eduardo Asquerino García è stato nominato Ministro plenipotenziario a Bruxelles, rimanendo in carica per tre anni e in seguito rappresentò la Spagna a L'Aia. Quell'anno ricevette la Gran Croce di Isabella la Cattolica e la Croce al Merito Militare.
Come scrittore si mise in evidenza con Ore perdute (Horas perdidas, 1842), raccolta di leggende in versi; Saggi poetici (Ensayos poéticos, 1849) e Echi del cuore (Ecos del corazón, 1853).
Insieme a suo fratello Eusebio si dedicò al teatro, realizzando numerose opere in collaborazione, distinguendosi soprattutto per i drammi di argomento storico: L'ebreo di Toledo (La judía de Toledo, 1843); Sposato, vergine e martire (Casada, virgen y mártir, 1843); Spagnolo in particolare (Españoles sobre todo, 1844); I tesori del re (Los tesoros del rey, 1850); Eulalia (1851); Donna Urraca (Doña Urraca, 1865).
Nel 1863 pubblicò il Canzoniere della guerra d'indipendenza 
(El cancionero de la Guerra de la Independencia).
Visse nel periodo di diffusione del Romanticismo, ma nonostante questo fatto, Asquerino García non fu molto influenzato dall'atmosfera a lui contemporanea e si dimostrò un autore di transizione, realizzando opere teatrali che ancora oggi conservano un certo interesse.
Eduardo Asquerino García si sposò con Peregrina La Cave Domínguez.
Eduardo Asquerino García morì a Sanlúcar de Barrameda il 30 settembre 1881.

## Opere

### Poesia
- Ore perdute (Horas perdidas, 1842);
- Saggi poetici (Ensayos poéticos, 1849);
- Echi del cuore (Ecos del corazón, 1853).

### Teatro
- L'ebreo di Toledo (La judía de Toledo, 1843);
- Sposato, vergine e martire (Casada, virgen y mártir, 1843); *Spagnolo in particolare (Españoles sobre todo, 1844);
- I tesori del re (Los tesoros del rey, 1850);
- Eulalia (1851);
- Donna Urraca (Doña Urraca, 1865).